# Ante Matej Jurić
Ante Matej Jurić (Osijek, 26 novembre 2002) è un calciatore croato, attaccante dell’HNK Rijeka.

## Carriera
Jurić è cresciuto nelle giovanili di Elektra Osijek, Čepin e Belišće, ed ha debuttato con quest'ultimo club in terza divisione nella seconda metà del 2021.
Il 31 gennaio 2022 è passato a titolo definitivo al Gorica ed il 16 luglio seguente ha debuttato in Hrvatska nogometna liga contro l'Osijek. Il 17 settembre 2023 ha segnato il suo primo gol in massima divisione, decidendo al 92' l'incontro vinto 2-1 contro l'Hajduk Spalato.
Il 6 agosto 2024 è stato acquistato a titolo definitivo dal Brescia, con cui ha firmato un quadriennale. Il 14 settembre trova le sue prime reti nel campionato italiano, segnando una doppietta nel successo per 4-0 contro il Frosinone. 

## Statistiche

### Presenze e reti nei club
Statistiche aggiornate al 13 maggio 2025.
| Stagione          | Squadra              | Campionato      | Campionato | Campionato | Coppe nazionali | Coppe nazionali | Coppe nazionali | Coppe continentali | Coppe continentali | Coppe continentali | Altre coppe | Altre coppe | Altre coppe | Totale | Totale | Totale |
| Stagione          | Squadra              | Comp            | Pres       | Reti       | Comp            | Pres            | Reti            | Comp               | Pres               | Reti               | Comp        | Pres        | Reti        | Pres   | Reti   |        |
| ----------------- | -------------------- | --------------- | ---------- | ---------- | --------------- | --------------- | --------------- | ------------------ | ------------------ | ------------------ | ----------- | ----------- | ----------- | ------ | ------ | ------ |
| 2021-2022         | Belišće              | 3.HNL           | ?          | ?          | CC              | 3               | 1               | -                  | -                  | -                  | -           | -           | -           | 3      | 1      |        |
| 2022-gen. 2023    | Hrvatski Dragovoljac | 2.HNL           | 9          | 0          | -               | -               | -               | -                  | -                  | -                  | -           | -           | -           | 9      | 0      |        |
| gen.-giu. 2023    | HNK Gorica           | HNL             | 15         | 0          | CC              | 1               | 0               | -                  | -                  | -                  | -           | -           | -           | 16     | 0      |        |
| 2023-2024         | HNK Gorica           | HNL             | 31         | 4          | CC              | 3               | 1               | -                  | -                  | -                  | -           | -           | -           | 34     | 5      |        |
| lug. 2024         | HNK Gorica           | HNL             | 1          | 0          | CC              | 0               | 0               | -                  | -                  | -                  | -           | -           | -           | 1      | 0      |        |
| Totale HNK Gorica | Totale HNK Gorica    |                 | 47         | 4          |                 | 4               | 1               | -                  | -                  | -                  | -           | -           | -           | 51     | 5      |        |
| 2024-2025         | Brescia              | B               | 30         | 3          | CI              | 2               | 0               | -                  | -                  | -                  | -           | -           | -           | 32     | 3      |        |
| Totale carriera   | Totale carriera      | Totale carriera | 86+        | 7+         |                 | 9               | 2               |                    | -                  | -                  |             | -           | -           | 95+    | 9+     |        |